# 天壇座μe
天壇座μe（Mu Arae e，或稱為 HD 160691 e）是環繞恆星天壇座μ四顆太陽系外行星的其中一顆。

## 概述
天壇座μe於2002年6月13日公布發現。該行星是一顆氣體巨行星，質量是木星的1.8倍。軌道半徑5.235 AU，與木星的軌道相當。